# Ratni spomenznak
Ratni spomenznak je odlikovanje (spomenica) Nezavisne Države Hrvatske. Pravo na ratni spomen znak imali su oni koji su proveli najmanje godinu dana u vojnoj službi u Hrvatskoj ili izvan nje. Dok su pravo na ratni spomen znak s državnim grbom imali oni koji su uz gore navedene uvjete sudjelovali u neposrednoj borbi s neprijateljem ili su proveli najmanje šest mjeseci u borbenim jedinicama ili su najmanje šest mjeseci "upravljali podhvatnim vodstvom borbenih jedinica. Spomenznak se nosio na odori zatvorenog kroja u zapučku drugog gumba prema trećem, a na odori otvorenog kroja u zapučku prvog gumba prema drugom.